# Kurt Hartung (Leichtathlet)
Kurt Hartung (* 17. April 1925 in Knobelsdorf) ist ein ehemaliger deutscher Marathonläufer.

## Biografie
Kurt Hartung nahm im Alter von 24 Jahren zum ersten Mal an einem regionalen Wettlauf teil, wo er den zweiten Rang belegte.
Bei den Olympischen Spielen 1956 in Melbourne trat Hartung als erster Marathonläufer aus der Deutschen Demokratischen Republik in der gesamtdeutschen Mannschaft an. Im Marathonlauf belegte er den 28. Rang. Ein Jahr zuvor war Hartung DDR-Meister geworden.
Hartung legte ein Studium an der Deutschen Hochschule für Körperkultur in Leipzig ab und unterrichtete bis zu seiner Rente als Sportlehrer in Berlin.